# Mladějov
Mladějov ist eine Gemeinde im Okres Jičín in Tschechien. Sie liegt in der Nähe des Naturschutzgebietes Český ráj. Der Ort wird auch als Tor zum Böhmischen Paradies bezeichnet.
Vom Ortsteil Pařízek gibt es eine Aussicht auf die Burg Trosky, die Berge Kozákov, Ještěd und Střelečská Hůra sowie auf das Riesengebirge. In der Umgebung befinden sich Wälder, Wiesen und Felslandschaften. Der Ort gehört zur Mikroregion Český ráj. Im Ort leben etwa 550 Einwohner auf einer Fläche von 1204 Hektar.

## Geschichte
Die erste Erwähnung stammt aus dem Jahr 1372, als hier Kunrát von Mladějova herrschte.
Das Gut Mladějov gehörte dem Burggrafen Konrad von Dohna, bis es in Besitz von Wallenstein kam. Dieser verkaufte es am 30. März 1627 Johann Albrecht Slawata von Chlum und Koschumberg. Am 3. Juni 1628 bekam der friedländische Hofmeister Paul Cornazani (auch Karnitzan) einen Lehenbrief über das Gut. Er und seine Frau verkauften es aber 1629 wieder an Magdalena Kunasch geb. Boryne von Lhota.
Im Schloss, erbaut im 18. Jahrhundert., lebte bis zu seinem Tod Franz Josef Gerstner. Er, sein Sohn Franz Anton von Gerstner und Mathias von Schönerer projektierten und sind Erbauer der Pferdeeisenbahn Budweis–Linz–Gmunden.

## Sehenswürdigkeiten

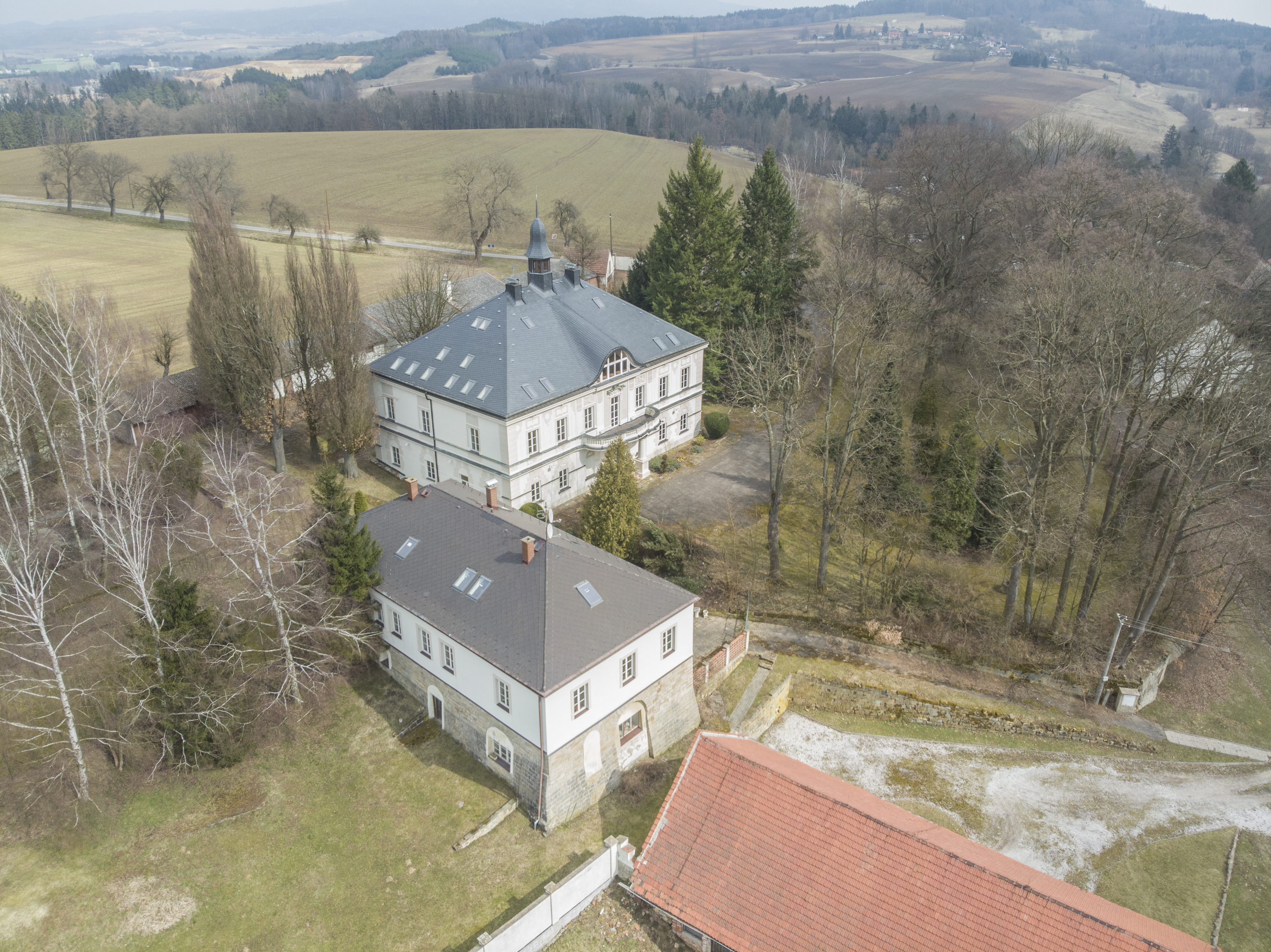
Schloss von Mladejov

- Kirche des Hl. Ägidius, ursprünglich gotisch, im 18. Jh. in Barockstil umgebaut.
- Schloss aus der zweiten Hälfte des 18. Jh. Heute Nationaldenkmal in Privathand.

## Ortsteile
- Hubojedy
- Mladějov v Čechách
- Bacov
- Loveč
- Mladějov
- Pařízek
- Roveň u Sobotky
- Kozlov
- Roveň
- Střeleč